# Melitonoma breuningi
Melitonoma breuningi is een keversoort uit de familie bladkevers (Chrysomelidae). De wetenschappelijke naam van de soort werd in 1993 gepubliceerd door Medvedev.